# Alphomelon

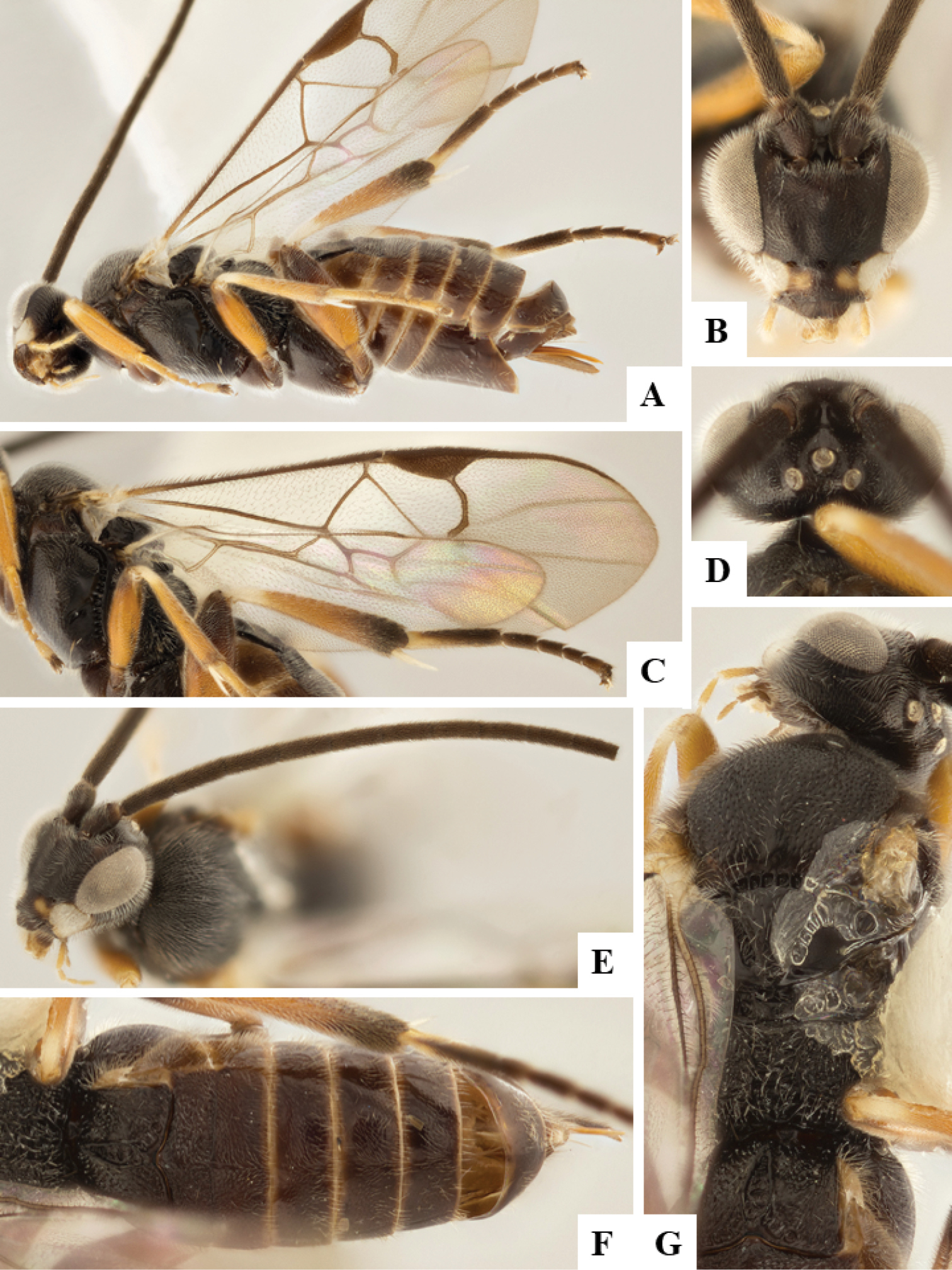
Alphomelon rhyssocerus

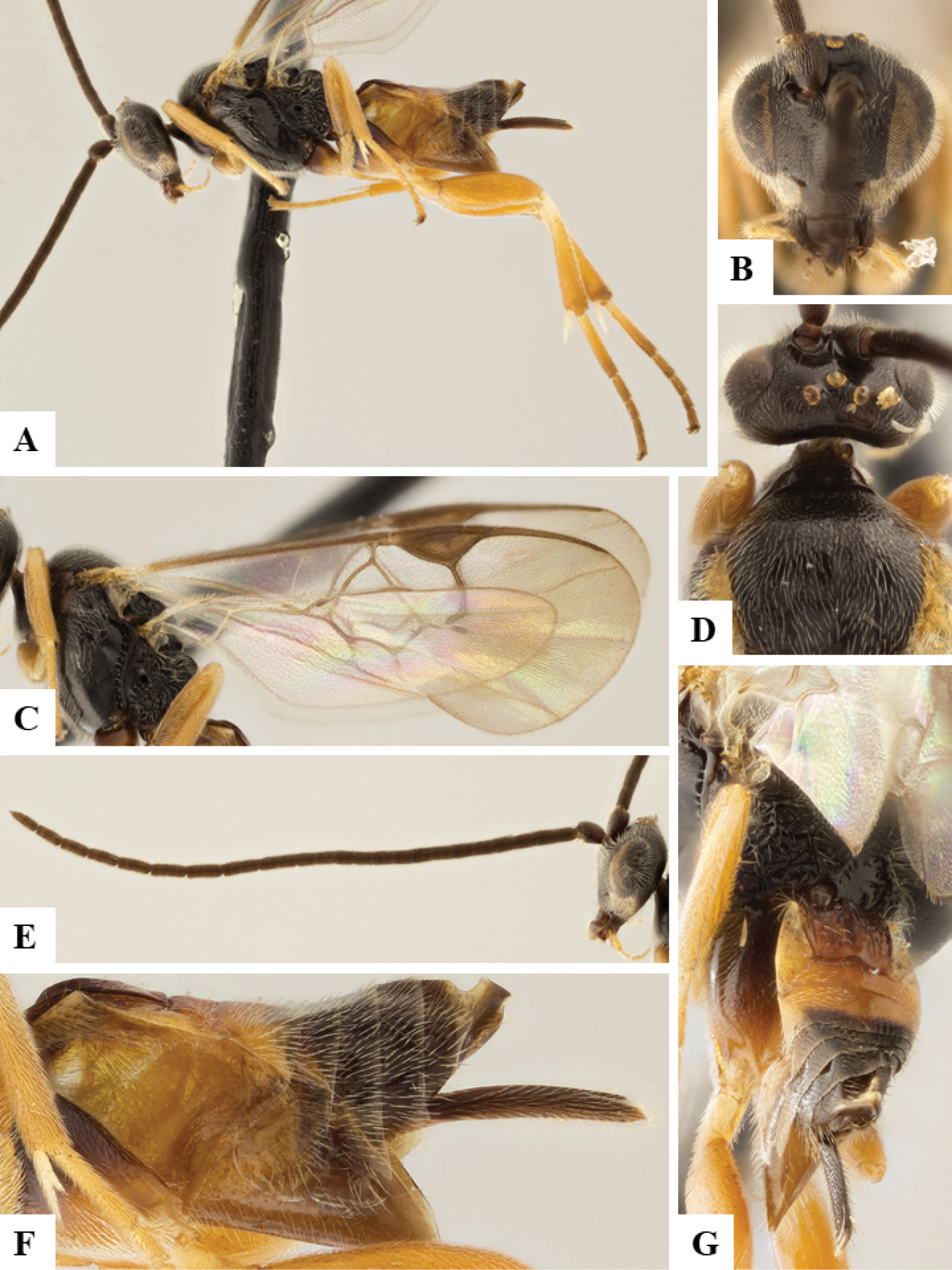
Alphomelon simpsonorum

Alphomelon – rodzaj błonkówek z rodziny męczelkowatych i podrodziny Microgastrinae.

## Morfologia
Głowa jest szeroka, brązowa do czarnej z kolorowymi policzkami, zwykle punktowana. Twarz odznacza się wydatnym żeberkiem pośrodkowym wybiegającym spomiędzy panewek czułkowych i sięgającym do połowy odległości między występem a nadustkiem. Jasnobrązowe do czarnych czułki mają długość taką jak ciało. Na oczach wyrastają sztywne, krótkie szczecinki. Rozmiary wszystkich przyoczek są podobne. Każda żuwaczka ma zaostrzony ząb grzbietowy i zaokrąglony ząb brzuszny.
Przedplecze ma pasmo nagiego oskórka błyszczące na przedzie i słabo rowkowane w tyle, bruzdę pomarszczoną, a obszar za nią punktowany i porośnięty szczecinkami. Na przedzie propleurów występują punkty i owłosione wciski, tył zaś ich jest nagi. Głębokie wciski występują na grzbietowej części epimerytów. Tarcza śródplecza jest szersza niż dłuższa, szereg dołków wyznacza bruzdę tarczkową przednią, a bruzdy tarczkowe boczne rozszerzają się ku szczytom. Na lunulach brak jest owłosienia. Powierzchnię pozatułowia cechują areole i rzeźba. Skrzydła porośnięte są włoskami. Przednia ich para nie ma areolki. Na wędzidełko składają się trzy kolce nasadowe i trzy haczyki odsiebne. Krótkie i sztywne szczecinki obecne są na różnie ubarwionych odnóżach. Stopy mają grzebykowane pazurki o od jednego do czterech kolcach. Na środku petiolusa znajduje się krótkie, rozwidlone żeberko lub płytki wcisk. Drugi z tergitów środkowych może być trapezowaty do prostokątnego. Sklerotyzacja hypopygium jest równomierna. Pokładełko zwęża się ku lekko rozszerzonemu wierzchołkowi, ma od dwóch do czterech ząbków na szczycie walwy brzusznej, a jego osłonki są równomiernie porośnięte sztywnymi szczecinkami i zdesklerotyzowane na szczycie.

## Ekologia i występowanie
Owady te są parazytoidami żerujących na jednoliściennych gąsienicach motyli z podrodziny Hesperiinae w obrębie rodziny powszelatkowatych. Porażają larwy żerujące na arekowatych, bananowatych, bromeliowatych, ciborowatych, helikoniowatych, marantowatych, paciorecznikowatych, wiechlinowatych.
Rodzaj rozmieszczony w strefie umiarkowanej i międzyzwrotnikowej Noweg Świata, zarówno Ameryki Północnej, jak i Południowej. Największą różnorodność osiąga na południu Ameryki Centralnej i w Amazonii.

## Taksonomia
Takson ten wprowadzony został w 1981 roku przez Williama Richardsona Milesa Masona na łamach „Memoirs of the Entomological Society of Canada”. Gatunkiem typowym autor ów wyznaczył Urogaster disputabilis.
Do rodzaju zaliczane jest 19 opisanych gatunków:
- Alphomelon arecaphile Deans, 2003
- Alphomelon brachymacher Deans, 2003
- Alphomelon brasiliensis Shimabukuro & Penteado-Dias, 2003
- Alphomelon bromeliphile Deans, 2003
- Alphomelon citroloma Deans, 2003
- Alphomelon conforme (Muesebeck, 1958)
- Alphomelon crocostethus Deans, 2003
- Alphomelon disputabile (Ashmead, 1900)
- Alphomelon melanoscelis Deans, 2003
- Alphomelon nanosoma Deans, 2003
- Alphomelon nigriceps (Ashmead, 1900)
- Alphomelon paurogenum Deans, 2003
- Alphomelon pyrrhogluteum Deans, 2003
- Alphomelon rhyssocercus Deans, 2003
- Alphomelon rugosum Shimabukuro & Penteado-Dias, 2003
- Alphomelon simpsonorum Deans, 2003
- Alphomelon talidicida (Wilkinson, 1931)
- Alphomelon winniewertzae Deans, 2003
- Alphomelon xestopyga Deans, 2003